# Windows in the Jungle
Windows in the Jungle (UK #70, CAN #97) ist das neunte Studioalbum der britischen Band 10cc. Es wurde im Oktober 1983 veröffentlicht.

## Wissenswertes
Drei Singles wurden aus dem Album ausgekoppelt, 24 Hours (UK Platz 78) im Frühjahr 1983, Feel the Love (UK Platz 87‚ AUS Platz 76, NL Platz 7), und Food For Thought (NL Platz 18).
Eric Stewart erinnerte sich daran, dass das fertige Album nicht seinen anfänglichen Erwartungen entsprach:

„"Windows" begann als Konzeptalbum, aber es tut mir leid, dass ich dieses Ziel nicht weiter verfolgte, der Druck, eine Hit Single hervorzubringen, stand den 10cc-Alben immer im Weg. Ich sehnte mich danach, wie Pink Floyd zu sein und nur große musikalische Aussagen wie „One Night in Paris“ and „Feel the Benefit“ anzustreben, aber wir waren im Singlekreislauf eingesperrt, das ‚schnelle Geld‘, und es war unmöglich zu dieser Zeit, daraus auszubrechen. Das Album war nicht wirklich sehr erfolgreich in der üblichen 10cc-Art, nirgendwo im Rest der Welt wirklich, aber bezüglich heutiger Verkaufszahlen war es ein kleinerer Hit.

"Windows" started as a concept album and I'm sorry I didn't pursue that goal, the pressure for the hit single always got in the way with 10cc albums. I longed to be like Pink Floyd and just go for large musical statements like „One Night in Paris“ and „Feel the Benefit“, but we were locked onto the singles roundabout, the 'quick buck', and it was impossible to break free at the time. The album was not really very successful, 10cc wise, anywhere in the rest of the world really, but in terms of sales today it was a minor hit.“

## Titelliste
1. 24 Hours – 8:09
2. Feel The Love (Oomachasaooma) – 5:10
3. Yes, I Am – 6:03
4. Americana Panorama – 3:45
5. City Lights – 3:34
6. Food For Thought – 3:34
7. Working Girls – 4:26
8. Taxi! Taxi! – 7:39
9. 24 Hours [Edit]
10. Dreadlock Holiday [Live, London / 1982]
11. I'm Not In Love [Live, London / 1982]
12. Oomachasaooma (Feel The Love) [Edit]
13. She Gives Me Pain
14. Food For Thought [Radio Edit]
15. The Secret Life Of Henry

Alle Titel sind von Eric Stewart und Graham Gouldman geschrieben worden. Titel 9 – 15 sind Bonus-Tracks und wurden auf der deutschen 2014er Remastered-Version veröffentlicht.

## Besetzung
- Eric Stewart – Gesang, Gitarre, Keyboard, Percussion
- Graham Gouldman – Gesang, Bass, Gitarre, Percussion
- Steve Gadd – Schlagzeug, Perkussion
- Simon Phillips – Schlagzeug
- Rick Fenn – Gesang, Gitarre, akustische Gitarre
- Stuart Tosh – Gesang, Perkussion, Marimba, Schlagzeug (auf „Food For Thought“)
- Vick Emerson – Keyboards
- Mike Timony – Keyboards
- Mel Collins – Saxophon